# IC 1088
IC 1088 је појединачна звијезда у сазвјежђу Дјевица која се налази на листи објеката дубоког неба у Индекс каталогу.
Деклинација објекта је + 3° 47' 33" а ректасцензија 15h 6m 47,6s.